# Mathias Tauber
Mathias Tauber (født 24. august 1984 i Birkerød) er en dansk fodboldspiller, der er forsvarsspiller der siden august 2018 har spillet for Nykøbing FC.

## Karriere
Tauber spillede de første år som senior hos Akademisk Boldklub. I perioden 2002 til 2005 spillede han for Ølstykke FC. Fra sommeren 2005 og ét år frem repræsenterede Mathias Tauber Stenløse Boldklub, og spillede 18 kampe for klubben. I sæsonen 2006-07 spillede han for Næstved Boldklub, der netop var rykket op i 1. division.

### AB
Mathias Tauber underskrev i starten af juli 2007 en to-årig kontrakt med Akademisk Boldklub (AB), der på dette tidspunkt havde ambition om at rykke op i Superligaen indenfor tre år. I november 2008, godt et halvt år før Taubers kontrakt med AB udløb, forlængede parterne aftalen så den var gældende indtil sommeren 2011. På dette tidspunkt lå AB placeret på fjerdepladsen i 1. division, og havde rækkens andet bedste forsvar. AB sluttede sæsonen på 3. pladsen med 7 point op til oprykkerne fra Silkeborg IF og Herfølge Boldklub.
I sæsonen 2009-10, som også blev Taubers sidste i AB, sluttede klubben på en fjerdeplads. Mathias Tauber spillede i alt 92 kampe og scorede tre mål for klubben fra 2007 til 2010.

### Lyngby Boldklub
Efter at Lyngby Boldklub havde fulgt med i Mathias Taubers karriere over en længere periode, købte klubben i august 2010 ham fri af kontrakten med AB. Lyngby var på dette tidspunkt nyoprykkere i Superligaen, og det blev dermed første gang at Tauber skulle spille i landets bedste række. Kontrakten med Lyngby var gældende i to år.
Mathias Tauber debuterede for Lyngby og i Superligaen den 26. august 2010, da han i pausen af udekampen i Parken mod F.C. København afløste Kim Aabech. I den første sæson spillede Tauber 27 kampe, hvor af de 22 af kampene var på fuldtid. Klubben sluttede på 8. pladsen.
I sæsonen 2011-12 spillede Tauber de fire første kampe på fuldtid inden han blev skadet, og måtte stå udenfor i de efterfølgende syv kampe i Superligaen. Inden havde han scoret det første ligamål for Lyngby, da han i 3. runde-kampen mod HB Køge scorede to af klubbens tre mål i 3-1 sejren på Lyngby Stadion. Den 23. januar 2012 forlængede Lyngby BK og Tauber samarbejdet, så kontrakten nu var gældende indtil 30. juni 2015. Godt en måned efter kontraktforlængelsen meddelte Lyngbys træner Niels Frederiksen, at han havde vraget Morten Bertolt som holdets anfører, og givet hvervet videre til Mathias Tauber.
Han fandt få minutter inden træningskampen mod FC Roskilde den 9. juli 2018 ud af, at cheftræner Mark Strudal, der sidst i juni 2018 var blevet ny cheftræner i Lyngby Boldklub, at han var degraderet fra rollen som anfører i klubben, da Martin Ørnskov i stedet skulle være anfører. Det var han ikke blevet meddelt om, inden den resterende del af truppen ligeledes fik det at vide, hvilket han var utilfreds med. Han ønskede derfor heller ikke at være en del af anførergruppen. Han fik efterfølgende et ultimatum omkring, at enten var han en del af anførergruppen, eller også var han ikke en del af Lyngby Boldklub fremover. Det resulterede i, at han den 20. juli 2018 stoppede i klubben et halvt år før kontraktudløb.